# Triacanthus biaculeatus
Triacanthus biaculeatus is een straalvinnige vissensoort uit de familie van driestekelvissen (Triacanthidae). De wetenschappelijke naam van de soort is voor het eerst geldig gepubliceerd in 1786 door Bloch.